# Паёседаяха
Паёседаяха (устар. Паю-Седа-Яха) — река в Ямальском районе Ямало-Ненецкого АО. Устье реки находится в 116 км по левому берегу реки Хадытаяха. Длина реки составляет 67 км, площадь водосборного бассейна 652 км², в 12 км по левому берегу впадает Тобатаркаяха.

## Данные водного реестра
По данным государственного водного реестра России относится к Нижнеобскому бассейновому округу, водохозяйственный участок реки — Обь от города Салехард и до устья, речной подбассейн реки — бассейны притоков Оби ниже впадения Северной Сосьвы. Речной бассейн реки — (Нижняя) Обь от впадения Иртыша.